# Robert Hill
Robert Hill FRS, mais conhecido como Robin Hill (Leamington Spa, 2 de abril de 1899 — 15 de março de 1991), foi um bioquímico britânico.
Demonstrou em 1929 a reação de Hill da fotossíntese, provando que o oxigênio está envolvido nas fases da fotossíntese que dependem da luz.
Hill nasceu em New Milverton, um subúrbio de Leamington Spa. Frequentou a Bedales School, onde teve o interesse despertado pela biologia e astronomia (Hill publicou um artigo sobre manchas solares em 1917), e o Emmanuel College, Cambridge, especializando-se em química. Durante a Primeira Guerra Mundial serviu no Departamento Anti-gás do Royal Engineers.
Em 1922 afiliou-se ao Departamento de Bioquímica de Cambridge, onde foi direcionado a pesquisas da hemoglobina. Publicou diversos artigos sobre a hemoglobina, e em 1926 iniciou a trabalhar com David Kellin sobre o citocromo c. Em 1932 iniciou a investigar a bioquímica de plantas, focando atenção sobre a fotossíntese e evolução do oxigênio de cloroplastos, conduzindo-o à descoberta da reação de Hill.
De 1943 seu trabalho investigativo foi financiado pelo Agricultural and Food Research Council (ARC), embora ele tenha continuado a trabalhar no Departamento de Bioquímica de Cambridge. Foi eleito Membro da Royal Society em 1946. Hill foi prontamente reconhecido pelo seu trabalho sobre a fotossíntese e a partir do final da década de 1950 concentrou seu trabalho na energética da fotossíntese. Trabalhando em colaboração com Fay Bendall fez assinalou sua segunda grande contibuição à pesquisa da fotossíntese: em 1960 Bendall e Hill descobriram o 'esquema Z' do transporte de elétrons. Hill recebeu a Medalha Real em 1963 e a Medalha Copley em 1987.
Hill desvinculou-se do ARC em 1966, e suas pesquisas em Cambridge prosseguiram até sua morte em 1991. Em seus últimos anos de pesquisa Hill trabalhou na aplicação da segunda lei da termodinâmica à fotossíntese.

## Publicações selecionadas
- Hill, R., 1937. Oxygen evolution by isolated chloroplasts. Nature 139 S. 881-882
- Hill, R. 1939. Oxygen produced by isolated chloroplasts. Proc R SocLondon Ser B 127: 192–210
- Hill, R. and Whittingham, C.P. 1953. Photosynthesis. Methuen, London
- Hill, R. and Bendall, F. 1960. Function of the 2 cytochrome components in chloroplasts- working hypothesis. Nature 186 (4719): 136-137 1960